# Малый Головин переулок
Ма́лый Голови́н переу́лок (до 1906 года — Голови́н переу́лок) — улица в центре Москвы в Красносельском районе между улицей Сретенка и Костянским переулком. Один из Сретенских переулков.

## История
Первоначально назывался Головин переулок по находившемуся в этом районе в середине XVIII века ведомству Московской полицмейстерской канцелярии капитана Ивана Головина. При этом переулок получил определение Малый, когда в 1906 году бывший Соболев переулок на противоположной стороне Сретенки был переименован в Большой Головин переулок.

## Описание
Начинается справа от Сретенки напротив Большого Головина, проходит на восток и заканчивается на Костянском переулке.

## Примечательные здания и сооружения
по нечётной стороне:
- № 3, стр. 1 — «Евроцемент Груп»;
- № 5 — доходный дом (1904, архитектор Л. В. Стеженский)[2]

по чётной стороне:
- № 8 — Электростройэнергосистема; Электротехсетьстрой.
- № 10 — Особняк (1893, архитектор Ф. Н. Кольбе)[2]. В доме размещается Музей русского лубка и наивного искусства, где экспонируются произведения русского лубка XVII—XX веков[1].